# كوكال صيني
كوكال صيني (الاسم العلمي:Centropus sinensis) (بالإنجليزية: Greater Coucal)‏ هو نوع من الطيور يتبع جنس الكوكال من فصيلة طيور الوقواق.